# میتعلی راج
میتعلی راج (انگلیسی: Mithali Raj؛ زادهٔ ۳ دسامبر ۱۹۸۲) بازیکن کریکت اهل هند است.
وی همچنین برندهٔ جوایزی همچون ۱۰۰ زن بی‌بی‌سی شده‌است.